# Polesí (Rynoltice)
Polesí (deutsch Finkendorf, auch Finkendörfl) ist ein Ortsteil von Rynoltice (Ringelshain) im Liberecký kraj (Tschechische Republik). Das vollständig von Wäldern umgebene Dorf liegt im Lausitzer Gebirge.

## Lage
Polesí befindet sich ungefähr 1,5 km nördlich des Ortskerns von Rynoltice. Es ist sowohl vom Hauptort als auch von Černá Louže (Schwarzpfütze), an der Straße von Rynoltice nach Horní Sedlo (Pass)  gelegen, über eine schmale Straße zu erreichen. Durch seine Lage abseits großer Straßen ist der Ort bei Touristen und Naturliebhabern beliebt.

## Geschichte
Gründer und Namensgeber des Dorfes war der Lehrer Sebastian Finke aus Ringelshain. Da er während eines Bauernaufstandes 1680 Partei für die Obrigkeit ergriff, wurde er von den Aufständischen angegriffen und kam beinahe zu Tode. Auch nach der Niederschlagung der Unruhen war er sich seines Lebens nicht mehr sicher und verließ Rynoltice. Am 20. August 1683 verkaufte ihm Gräfin Benedikta von Bredau ein Stück Wald, wo er sich niederließ. Bald darauf zogen andere Einwohner nach und nannten den Ort Finkendorf. 

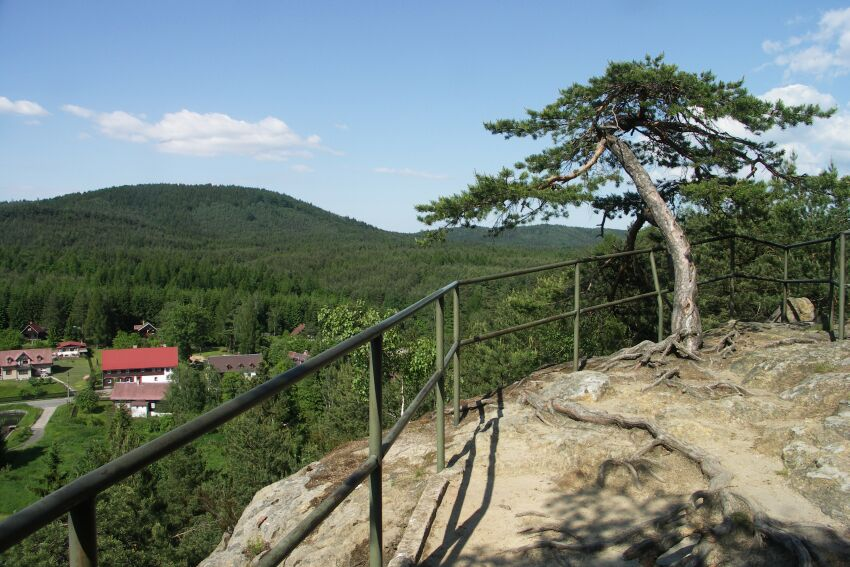
Blick vom Havran (Rabenstein)

Die Einwohner verdienten ihren Lebensunterhalt mit der Herstellung von Pech und der Weberei. Weitaus lukrativer war jedoch das in der Gegend weit verbreitete Paschen von Waren wie Tabak, Zucker, Kaffee, Gewürzen, Garn, Stoffen und Schießpulver über die nahe sächsisch-böhmische Grenze, dem nahezu jeder männliche Einwohner nachgegangen sein soll. Die Einrichtung einer Finanzwache 1843 dämmte dieses Gewerbe ein, worauf sich die Einwohner auf das Hausieren mit Kurzwaren spezialisierten. Im 19. Jahrhundert wurde der Ort als Sommerfrische entdeckt und erste Hütten und Gasthäuser wurden errichtet.
Nach der Vertreibung der überwiegend deutschen Bevölkerung behielt Polesí seinen Ruf als  Sommerfrische. Heute befinden sich Pensionen und Gasthäuser für Touristen im Ort. Markierte Wanderwege, Sandsteinfelsen und Aussichtsgipfel sind in der Nähe zu finden. 1991 hatte der Ort 58 Einwohner. Im Jahre 2001 bestand das Dorf aus 30 Wohnhäusern, in denen 77 Menschen lebten.

## Sehenswürdigkeiten
- Umgebindehäuser
- Kapelle aus dem Jahre 1724 in der Dorfmitte
- Havran (Rabenstein), ein exponierter Aussichtsfelsen am Dorfrand
- Sandsteinfelsen Panenská skála (Jungfernstein)
- Popova skála (Pfaffenstein)
- Bílé kameny (Elefantensteine)